# Ligne de Dijon-Ville à Is-sur-Tille
La ligne de Dijon-Ville à Is-sur-Tille est le maillon méridional d'un des principaux axes ferroviaires transversaux de la France, la ligne Luxembourg - Dijon. Elle supporte un trafic chargé, notamment en matière de fret, en raison de l'activité industrielle, certes déclinante mais toujours importante, de la Lorraine.
Elle constitue la ligne 849 000 du réseau ferré national.

## Histoire

### Origine: chemin de fer de Dijon à Langres
Un chemin de fer de Dijon à Langres (dont le tronçon de Dijon à Is-sur-Tille constitue une section) est déclarée d'utilité publique par décret impérial le 14 juin 1861. L'État commence les travaux de construction. En 1862, à part une lacune aux abords de Dijon, le chantier est bien avancé jusqu'à Saint-Julien, sur plus de 8 kilomètres et les 27 km suivants, jusqu'en limite du département sont en passe d'être proposés à l'adjudication si les fonds ne manquent pas.
La ligne est concédée à la Compagnie des chemins de fer de Paris à Lyon et à la Méditerranée (PLM) par une convention entre le ministre secrétaire d'État au département de l'Agriculture, du Commerce et des Travaux publics et la compagnie signée le 1er mai 1863. Cette convention est approuvée par un décret impérial le 11 juin 1863. Le délai pour l'exécution de la ligne est de huit années. La compagnie reprend les chantiers ouverts par l'État et poursuit les travaux de construction.
Mais de 1866 à 1869, les travaux sont suspendus sur l'ensemble de la ligne du fait de l'impossibilité d'arriver à un accord sur le tracé définitif à Dijon et à Langres, notamment par l'opposition exercée par le génie militaire. Ils sont repris en 1869 sur la section situé sur le territoire du département de la Côte-d'Or mais ils resteront suspendus jusqu'en 1871 pour la section de Langres.
Finalement la section entre Is-sur-Tille et Langres de l'itinéraire initial entre Dijon et Langres est rétrocédée à la Compagnie des chemins de fer de l'Est par la Compagnie des chemins de fer de Paris à Lyon et à la Méditerranée selon les termes d'une convention signée le 18 novembre 1875 entre les compagnies. Cette convention est approuvée par une loi le 31 décembre suivant.

### Dijon-Ville à Is-sur-Tille (PLM)
Pour l'extrémité de la ligne située à Dijon, la difficulté est d'arriver à un accord pour le tracé du raccordement avec la ligne de Dijon à Belfort. Elle est tranchée par la décision ministérielle du 30 avril 1869, qui fixe un tracé contournant le parc de Dijon par l'est et le sud de la ville, avec l'établissement d'une « station spéciale de voyageurs » au droit de la Porte-Neuve. Cela permet à la compagnie de rouvrir les chantiers situés sur le territoire du département  de la Côte-d'Or. La compagnie, avec l'accord de l'administration de l'État, décide de pousser l'activité des chantiers pour pouvoir livrer rapidement à l'exploitation la section de Dijon à Is-sur-Tille.
Néanmoins elle doit encore résoudre l'opposition de la commune de Gemeaux du fait d'un tracé qui supprime plusieurs de ses chemins. Pour résoudre ce problème, la compagnie propose un nouveau tracé qui entraîne un changement de l'emplacement de la gare. L'enquête fait ressortir l'intérêt pour les populations pour le nouveau site ce qui permet au ministre des travaux publics de prendre, le 20 juin 1870, une décision approuvant l'exécution de la gare de Gemeaux à ce nouvel emplacement.
La ligne de Dijon-Ville à Is-sur-Tille est mise en service le 28 octobre 1872 par la Compagnie des chemins de fer de Paris à Lyon et à la Méditerranée (PLM).
En septembre 1877, la Compagnie du PLM commence les travaux pour la pose d'une deuxième voie de Dijon-Ville à Is-sur-Tille. Au 2 juillet 1878, les tranchées sont déblayées, les remblais comblés, et la plate-forme est réglée sur une grande partie du parcours. Les travaux de maçonnerie pour l'allongement des ouvrages d'art et le rétablissement des caniveaux, murettes, etc., sont en voie d'achèvement, il ne reste plus qu'à poser les poutres des ponts métalliques. Entre Dijon et Gemeaux, la seconde voie définitive est posée et ballastée en première couche sur environ 16 kilomètres. L'ingénieur du contrôle prévoit que la compagnie doit pouvoir livrer la totalité de la voie à la circulation dans le courant du mois d'août prochain.

Station et gares intermédiaires vers 1900
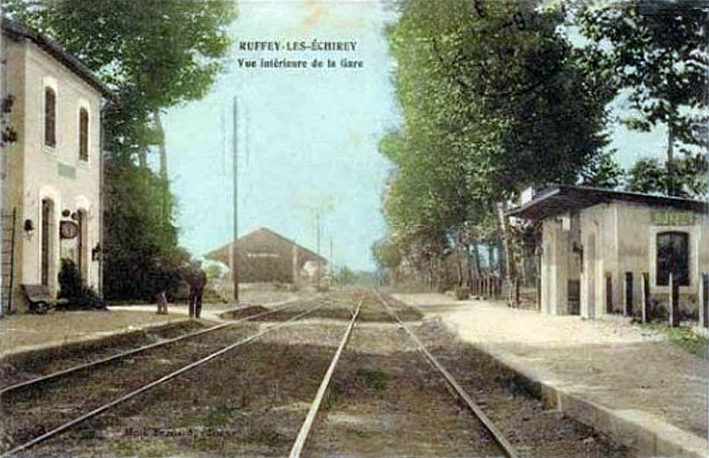
Ruffey.
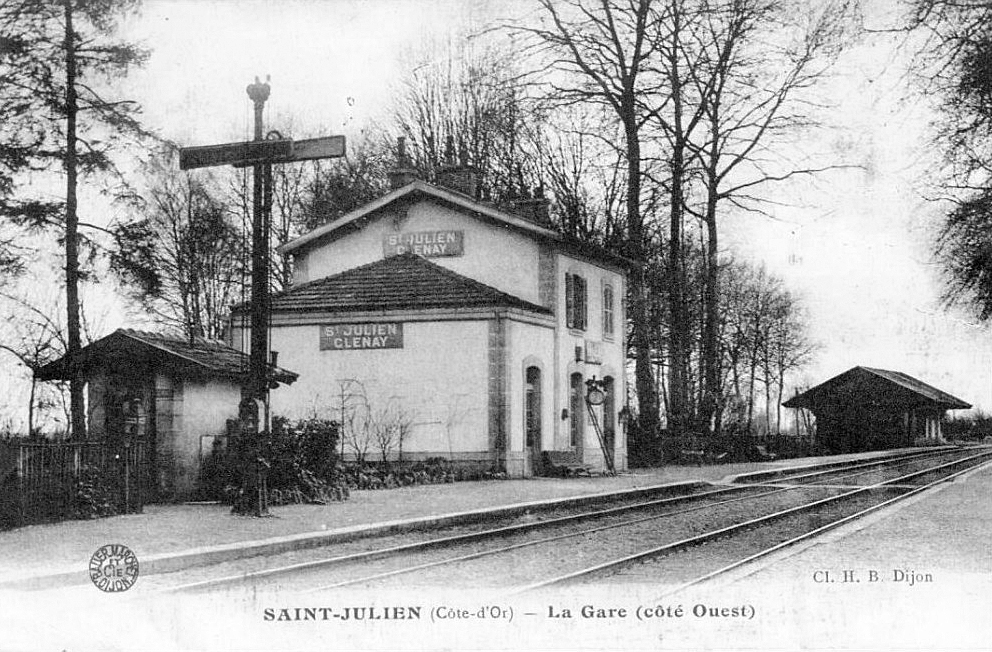
Saint-Julien - Clénay.
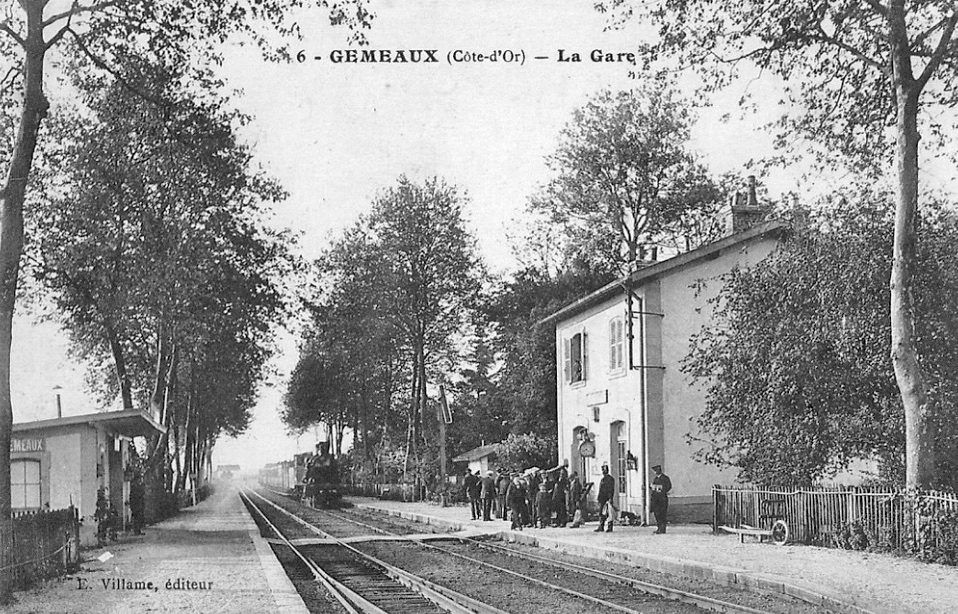
Gemeaux.

### Dijon-Ville à Is-sur-Tille (SNCF)

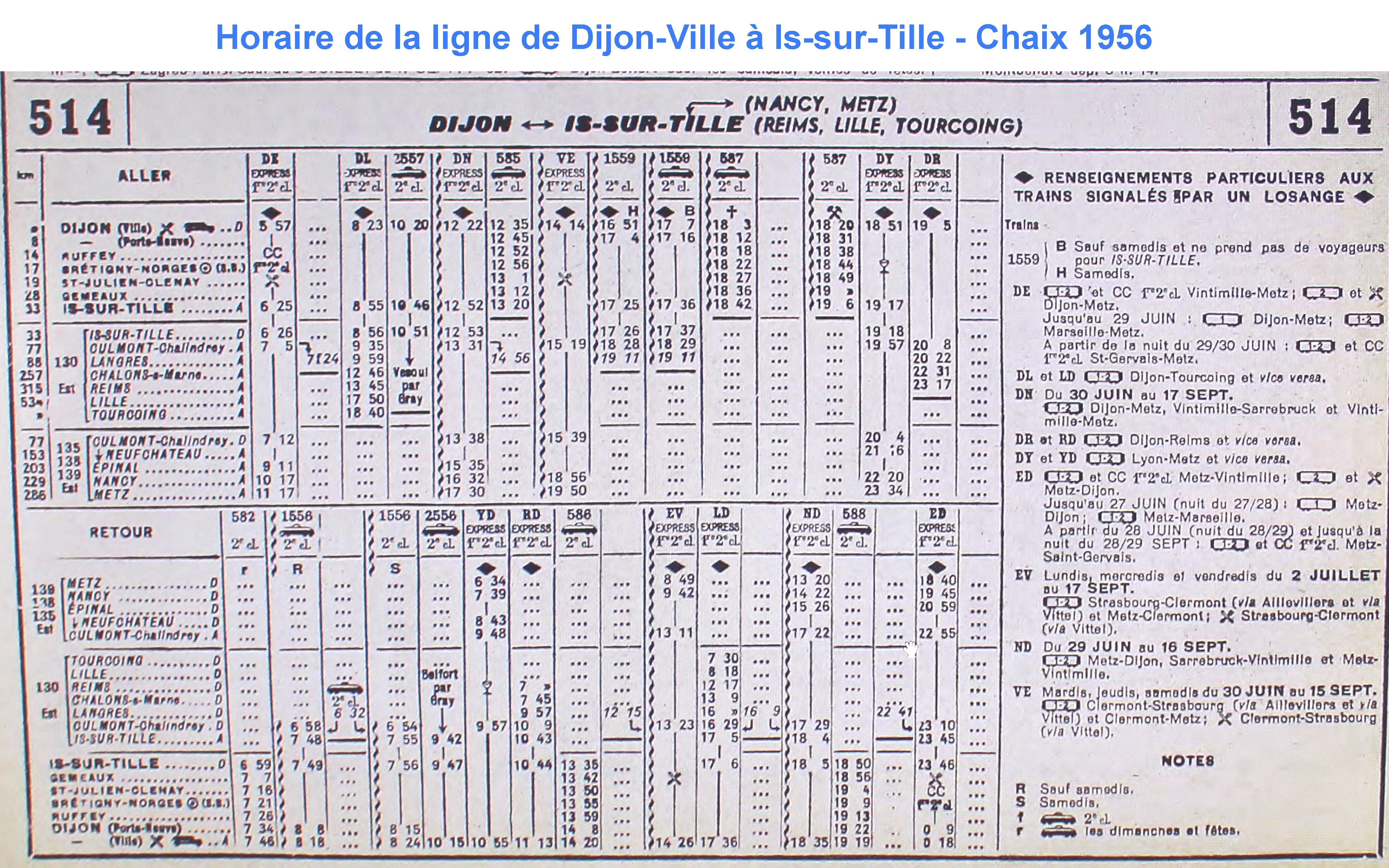
Horaire de la ligne de Dijon-Ville à Is-sur-Tille - Chaix 1956.

## Caractéristiques

### Tracé et profil
La ligne est d'orientation globale Nord-Sud.
Elle quitte le nœud dijonnais au sud, en s'écartant de la ligne de Dijon-Ville à Vallorbe (frontière) après avoir décrit un demi-cercle, elle traverse l'est de l'agglomération, passe en gare de Dijon-Porte-Neuve.
Après être passé sous la nationale 274, elle s'oriente vers le nord-est et passe en gare de Ruffey. À l'issue d'un tracé rectiligne en parallèle avec la route départementale 28, elle passe par la halte de Bretigny - Norges, par une  courbe sur la gauche elle franchit la Norges et en passant entre les bourgs de Clénay et Saint-Julien rejoint la gare de Saint-Julien - Clénay puis l'aiguille de l'ITE du silo, en prenant une direction plein nord. Elle traverse la forêt domaniale de Clénay, puis franchit le ruisseau de Gueux et contourne le bourg de Gemeaux par l'ouest pour rejoindre la gare,. En suite elle traverse en tranchée les Crêts de Saussis et d'Artaut et rejoint la gare d'Is-sur-Tille située à l'est du bourg.

### Équipement
En raison de son trafic important et de son profil difficile, la ligne a été électrifiée en courant 1,5 kV - CC de la Bifurcation de Longvic au PK 325,6 et en 25 kV - 50 Hz au-delà le 14 décembre 1964. Une sous-station 1,5 kV implantée entre Dijon-Porte-Neuve et Ruffey assure l'alimentation des 10 premiers kilomètres. Le reste de la ligne est alimenté par la sous-station 25 kV - 50 Hz de Villegusien située sur la ligne d'Is-sur-Tille à Culmont - Chalindrey.  Le block automatique lumineux est par ailleurs installé sur l'ensemble de la ligne.
La ligne fait partie du corridor européen C (Anvers - Bâle / Lyon) et devrait être équipée de l'ETCS niveau 1 à l'horizon 2018.

### Vitesses limites
Vitesses limites de la ligne en 2014 pour tous types de trains en sens impair (certaines catégories de trains, comme les trains de marchandises, possèdent généralement des limites plus faibles) :
| De (PK)               | À (PK)            | Limite (km/h) |
| --------------------- | ----------------- | ------------- |
| Dijon-Ville voyageurs | PK 316,7          | 120           |
| PK 316,7              | Dijon-Porte-Neuve | 120           |
| Dijon-Porte-Neuve     | Is-sur-Tille      | 135           |

## Trafic
Si le trafic fret est très important grâce à l'importance industrielle de la Lorraine, la desserte voyageurs apparaît un petit peu en retrait. Il s'agit surtout de trains de grandes lignes (Intercités et trois aller-retour TGV Nice / Marseille / Montpellier - Metz via Lyon assurés en TGV Sud-Est ou en TGV Duplex suivant les dessertes), la desserte TER assurée en Z 27500 limitée à la périphérie de Dijon parfois jusqu'à Culmont Chalindrey. Il y a également une desserte TER Champagne-Ardenne assurée en B 82500 entre Dijon et Troyes et depuis de décembre 2017 des intercites reliant Dijon à Paris Est.